# タイ・プレミアリーグ2008

タイ・プレミアリーグ2008は、1996-97シーズンに創設されてから12シーズン目のタイ・プレミアリーグである。大会名はタイランド・プレミアリーグ（タイ語: ไทยแลนด์ พรีเมียร์ ลีก, 英語: Thailand Premier League）。

## 概要
2008年シーズンは、昨年のタイ・ディヴィジョン1リーグの上位4チームが昇格した。カスタムズ・デパートメント、コーク・バンプラ、サムットソンクラームの3チームは初昇格、チュラ・シンタナは4シーズンぶりのプレミアリーグ復帰となった。
プロヴィンシャル・エレクトリシティ・オーソリティが初優勝を果たした。プロヴィンシャル・エレクトリシティ・オーソリティはAFCチャンピオンズリーグ2009の予選プレーオフ出場権、2位のチョンブリーはAFCカップ2009出場権を獲得した。バンコク・バンク、ロイヤル・タイ・アーミー、カスタムズ・デパートメントはディヴィジョン1リーグへ降格する。
BECテロ・サーサナのアーノン・サンサノイが20得点で得点王に輝いた。年間最優秀監督にはプロヴィンシャル・エレクトリシティ・オーソリティのPrapol Pongpanichが選出された。

## 所属チーム（2008年シーズン）
- チョンブリー （前年優勝）
- クルン・タイ・バンク
- BECテロ・サーサナ
- バンコク・ユニバーシティ
- ロイヤル・タイ・アーミー
- タイ・タバコ・モノポリー
- バンコク・バンク
- プロヴィンシャル・エレクトリシティ・オーソリティ
- オーソットサパー
- TOT
- ナコーンパトム
- ポート・オーソリティ・オブ・タイランド
- カスタムズ・デパートメント （ディヴィジョン1リーグから昇格）
- チュラ・シンタナ1 （ディヴィジョン1リーグから昇格）
- コーク・バンプラ （ディヴィジョン1リーグから昇格）
- サムットソンクラーム （ディヴィジョン1リーグから昇格）

### チーム名の変更
1 チュラ・シンタナFCは、2008年8月にチュラ・ユナイテッドFCに変更した。

## 順位表
| 順位 | チーム                                               | 試 | 勝 | 分 | 敗 | 得 | 失 | 差  | 勝点 | 備考                                        |
| ---- | ---------------------------------------------------- | -- | -- | -- | -- | -- | -- | --- | ---- | ------------------------------------------- |
| 1    | プロヴィンシャル・エレクトリシティ・オーソリティ (C) | 30 | 18 | 7  | 5  | 38 | 15 | +23 | 61   | AFCチャンピオンズリーグ2009・予選プレーオフ |
| 2    | チョンブリー                                         | 30 | 15 | 14 | 1  | 34 | 14 | +20 | 59   | AFCカップ2009                               |
| 3    | BECテロ・サーサナ                                    | 30 | 16 | 7  | 7  | 50 | 31 | +19 | 55   |                                             |
| 4    | オーソットサパー                                     | 30 | 13 | 12 | 5  | 37 | 25 | +12 | 51   |                                             |
| 5    | TOT                                                  | 30 | 13 | 11 | 6  | 36 | 27 | +9  | 50   |                                             |
| 6    | クルン・タイ・バンク                                 | 30 | 13 | 7  | 10 | 47 | 36 | +11 | 46   |                                             |
| 7    | サムットソンクラーム                                 | 30 | 11 | 10 | 9  | 35 | 31 | +4  | 43   |                                             |
| 8    | チュラ・シンタナ（チュラ・ユナイテッド）             | 30 | 10 | 9  | 11 | 47 | 41 | +6  | 39   |                                             |
| 9    | ナコーンパトム                                       | 30 | 11 | 4  | 15 | 24 | 38 | -14 | 37   |                                             |
| 10   | バンコク・ユニバーシティ                             | 30 | 9  | 8  | 13 | 27 | 36 | -9  | 35   | BKU 2-1 COK                                 |
| 11   | コーク・バンプラ                                     | 30 | 8  | 11 | 11 | 24 | 27 | -3  | 35   | BKU 2-1 COK                                 |
| 12   | タイ・タバコ・モノポリー                             | 30 | 7  | 12 | 11 | 20 | 25 | -5  | 33   |                                             |
| 13   | ポート・オーソリティ・オブ・タイランド               | 30 | 7  | 9  | 14 | 30 | 47 | -17 | 30   |                                             |
| 14   | バンコク・バンク                                     | 30 | 6  | 11 | 13 | 23 | 35 | -12 | 29   | ディヴィジョン1リーグ降格 撤退1             |
| 15   | ロイヤル・タイ・アーミー                             | 30 | 6  | 7  | 17 | 21 | 44 | -23 | 25   | ディヴィジョン1リーグ降格                   |
| 16   | カスタムズ・デパートメント                           | 30 | 5  | 5  | 20 | 18 | 39 | -21 | 20   | ディヴィジョン1リーグ降格                   |

1 ディヴィジョン1リーグ降格が決定したバンコク・バンクはシーズン終了後にプレミアリーグから撤退した。
- Thailand 2008 - RSSSF (Rec.Sport.Soccer Statistics Foundation)

## 得点ランキング
| 順位 | 選手                           | チーム                                           | 得点 |
| ---- | ------------------------------ | ------------------------------------------------ | ---- |
| 1    | アーノン・サンサノイ           | BECテロ・サーサナ                                | 20   |
| 2    | Ronnachai Rangsiyo             | プロヴィンシャル・エレクトリシティ・オーソリティ | 16   |
| 3    | サラーユット・チャイカムディー | オーソットサパー                                 | 12   |
| 3    | ティーラテープ・ウィノータイ   | BECテロ・サーサナ                                | 12   |
| 3    | Wuttichai Tathong              | チュラ・シンタナ                                 | 12   |
| 6    | カシム・コネ                   | クルン・タイ・バンク                             | 10   |
| 7    | サミュエル・グベンガ・アジャイ | クルン・タイ・バンク                             | 9    |
| 7    | ピパット・トンカンヤー         | プロヴィンシャル・エレクトリシティ・オーソリティ | 9    |
| 7    | Sompong Soleb                  | チュラ・シンタナ                                 | 9    |
| 10   | Phuwadol Suwannachart          | TOT                                              | 8    |
| 10   | Suriya Domtaisong              | バンコク・ユニバーシティ                         | 8    |

## 表彰
- 得点王 :  アーノン・サンサノイ （BECテロ・サーサナ）
- 年間最優秀ゴールキーパー賞 :  コーシン・ハタイラタナクン1 （チョンブリー）
- 年間最優秀ディフェンダー賞 :  ナタポーン・パンリット （チョンブリー）
- 年間最優秀ミッドフィールダー賞 :  ナロンチャイ・ワシラバーン （プロヴィンシャル・エレクトリシティ・オーソリティ）
- 年間最優秀フォワード賞 :  ティーラテープ・ウィノータイ （BECテロ・サーサナ）
- 年間最優秀若手選手賞 :  Ronnachai Rangsiyo （プロヴィンシャル・エレクトリシティ・オーソリティ）
- 年間最優秀監督賞 :  Prapol Pongpanich （プロヴィンシャル・エレクトリシティ・オーソリティ）

1 現在の名前はSinthaweechai Hathairattanakool。2008年2月6日に行われた2010 FIFAワールドカップ・アジア予選の日本戦ではコーシン・ハタイラタナクン（Kosin Hathairattanakool）となっている。

## コー・ロイヤルカップ
コー・ロイヤルカップ2009は、プレミアリーグ2位のチョンブリーが同優勝のプロヴィンシャル・エレクトリシティ・オーソリティに1-0で勝利した。

## タイ・ディヴィジョン1リーグ
タイ・ディヴィジョン1リーグ2008は、ムアントン・ユナイテッドが優勝した。ムアントン・ユナイテッド、2位のシーラーチャー、3位のRajnavy Rayongは来シーズンのプレミアリーグに昇格する。

## TPLオールスターサッカー
2008年5月17日、タイ・プレミアリーグオールスターサッカーチームは、イングランド・プレミアリーグのマンチェスター・シティと対戦した。2007年シーズン得点王のネイ・ファビアーノ・デ・オリヴェイラらの得点で、3-1で勝利した。
| 2008年5月17日 |

| TPLオールスター                                                              | 3 – 1 | マンチェスター・シティ |
| ネイ・ファビアーノ 37分 · Totchtawan Sripan 44分 · タナー・チャナブット 73分 | 脚注  | カイセド 22分          |

| ラジャマンガラ・スタジアム、バンコク |